# Artjoms Rudņevs
Artjoms Rudņevs (sinh ngày 13 tháng 1 năm 1988) là một cựu cầu thủ bóng đá chuyên nghiệp người Latvia thi đấu ở vị trí trung phong.

## Thống kê

### Câu lạc bộ
Tính đến 4 tháng 6 năm 2017
| Câu lạc bộ       | Mùa giải  | Giải đấu      | Giải đấu     | Cúp quốc gia  | Cúp quốc gia | Châu Âu       | Châu Âu      | Tổng cộng     | Tổng cộng    |
| Câu lạc bộ       | Mùa giải  | Số lần ra sân | Số bàn thắng | Số lần ra sân | Số bàn thắng | Số lần ra sân | Số bàn thắng | Số lần ra sân | Số bàn thắng |
| ---------------- | --------- | ------------- | ------------ | ------------- | ------------ | ------------- | ------------ | ------------- | ------------ |
| FC Daugava       | 2005      | 13            | 3            | 0             | 0            | 0             | 0            | 13            | 3            |
| FC Daugava       | 2006      | 20            | 4            | 0             | 0            | 0             | 0            | 20            | 4            |
| FC Daugava       | 2007      | 19            | 7            | 0             | 0            | 0             | 0            | 19            | 7            |
| FC Daugava       | 2008      | 23            | 7            | 0             | 0            | 0             | 0            | 23            | 7            |
| FC Daugava       | Tổng cộng | 75            | 21           | 0             | 0            | 0             | 0            | 75            | 21           |
| Zalaegerszegi TE | 2008–09   | 4             | 2            | 0             | 0            | 0             | 0            | 4             | 2            |
| Zalaegerszegi TE | 2009–10   | 25            | 16           | 4             | 3            | 0             | 0            | 29            | 19           |
| Zalaegerszegi TE | 2010–11   | 1             | 2            | 0             | 0            | 1             | 0            | 2             | 2            |
| Zalaegerszegi TE | Tổng cộng | 30            | 20           | 4             | 3            | 1             | 0            | 35            | 23           |
| Lech Poznań      | 2010–11   | 27            | 11           | 5             | 4            | 8             | 5            | 40            | 20           |
| Lech Poznań      | 2011–12   | 29            | 22           | 4             | 3            | 0             | 0            | 33            | 25           |
| Lech Poznań      | Tổng cộng | 56            | 33           | 9             | 7            | 8             | 5            | 73            | 45           |
| Hamburger SV     | 2012–13   | 34            | 12           | 1             | 0            | 0             | 0            | 35            | 12           |
| Hamburger SV     | 2013–14   | 7             | 0            | 1             | 2            | 0             | 0            | 8             | 2            |
| Hamburger SV     | 2014–15   | 22            | 1            | 1             | 0            | 0             | 0            | 23            | 1            |
| Hamburger SV     | 2015–16   | 11            | 2            | 0             | 0            | 0             | 0            | 11            | 2            |
| Hamburger SV     | Tổng cộng | 74            | 15           | 3             | 2            | 0             | 0            | 77            | 17           |
| Hannover 96      | 2013–14   | 16            | 4            | 0             | 0            | 0             | 0            | 16            | 4            |
| Hannover 96      | Tổng cộng | 16            | 4            | 0             | 0            | 0             | 0            | 16            | 4            |
| 1. FC Köln       | 2016–17   | 18            | 3            | 3             | 1            | 0             | 0            | 21            | 4            |
| 1. FC Köln       | Tổng cộng | 18            | 3            | 3             | 1            | 0             | 0            | 21            | 4            |
| Tổng cộng        | Tổng cộng | 269           | 96           | 19            | 13           | 9             | 5            | 297           | 114          |

### Bàn thắng quốc tế
| #  | Ngày                | Địa điểm                              | Đối thủ | Bàn thắng | Kết quả | Giải đấu            |
| -- | ------------------- | ------------------------------------- | ------- | --------- | ------- | ------------------- |
| 1. | 7 tháng 10 năm 2011 | Sân vận động Skonto, Riga, Latvia     | Malta   | 2–0       | 2–0     | Vòng loại Euro 2012 |
| 2. | 1 tháng 6 năm 2016  | Sân vận động Daugava, Liepāja, Latvia | Litva   | 2–0       | 2–1     | Cúp Baltic 2016     |

### Danh hiệu

#### Club
Daugavpils Daugava
- Latvian Cup Winner (1): 2008

Zalaegerszegi TE
- Hungarian Cup Runner-up (1): 2010

Lech Poznań
- Polish Cup Runner-up (1): 2011

#### Individual
- Best player of the Ekstraklasa by Polish Footballers' Association: 2011
- Ekstraklasa top scorer (1): 2011–12

## Personal life
Artjoms Rudņevs is married and has a daughter born in 2011.